# Србич, Тин
Тин Србич (хорв. Tin Srbić) — хорватский гимнаст. Победив в 2017 году в упражнении на перекладине, стал первым в истории Хорватии чемпионом мира в спортивной гимнастике. Его «серебро» на Олимпиаде 2020 года в той же дисциплине стало второй в истории страны (после Филипа Уде) олимпийской медалью в этом виде спорта. Также он является призёром чемпионата мира 2019 года и чемпионатов Европы 2019 и 2020 годов.

## Ранние годы
Тин Србич родился в Загребе 11 сентября 1996 года в семье Саши и Карин Србич, у него есть старшая сестра Тена. Он начал заниматься гимнастикой в возрасте четырёх лет в клубе «ZTD Hrvatski Sokol». Когда ему было шесть лет, он получил двойной перелом предплечья после падения с перекладины.

## Карьера

### 2016
В феврале 2016 года на этапе Кубка мира по спортивной гимнастике в Баку Србич завоевал свою первую медаль на взрослом уровне, став третьим в упражнении на перекладине. Помимо неё, в этот сезон он получил ещё три «бронзы»: на этапах в Любляне, Осиеке и Сомбатхее.

### 2017
Сезон 2017 года Србич начал на этапе Кубка мира в Баку, где занял шестое место на перекладине. Затем на этапе в Дохе он стал вторым, уступив лишь китайцу Сяо Жотэну. В мае одержал свою первую победу в рамках Кубка мира, обойдя всех на перекладине на этапе в Копере. Позже в том же месяце выиграл еще один титул в этой же дисциплине на этапе в Осиеке.
В октябре на чемпионате мира в Монреале Србичу не было равных в упражнении на перекладине, тем самым он стал первым хорватским чемпионом мира по спортивной гимнастике в истории.

### 2018
Сезон 2018 года Србич начал с победы на перекладине на этапе Кубка мира в Дохе. На этапе в Осиеке он также оказался сильнейшим на этом снаряде, опередив ближайшего соперника более чем на балл.
На чемпионате мира в Дохе он занял четвёртое место в финале соревнований на перекладине, отстав от бронзового призёра американца Сэма Микулака лишь на 0,033 балла.

### 2019
На первом этпае Кубка мира 2019 года, проходившем в Мельбурне, Србич занял лишь седьмое место в соревновании на перекладине, не сумев выполнить в ходе упражнения стойку на руках. На этапе в Баку он завоевал серебряную медаль в этой же дисциплине, отстав на 0,033 балла от Эпке Зондерланда. В марте с результатом 14,400 на своём излюбленном снаряде он стал первым на этапе в Дохе.
На чемпионате Европы 2019 года, проходившем в апреле в польском Щецине, он стал вторым на перекладине, уступив первенство всё тому же Зондерланду. В октябре из-за травмы запястья на чемпионате мира в Штутгарте Србич предпочёл исполнить более лёгкую программу, которая всё же принесла ему серебряную медаль — он уступил лишь бразильцу Артуру Мариано. Показанный на чемпионате мира результат позволил получить Србичу индивидуальную квоту на Олимпийские игры 2020 года.

### 2020
В декабре 2020 года на чемпионате Европы Србич стал вторым в упражнении на перекладине, уступив литовцу Роберту Творогалу.

### 2021
Тин Србич завоевал «золото» на перекладине на этапах Кубка мира 2021 года в Варне и Осиеке.
Он представлял Хорватию на гимнастическом помосте летних Олимпийских игр 2020 года, перенесённых в связи с пандемией COVID-19 на лето 2021 года. Во время отборочного раунда он квалифицировался в финал на перекладине с третьим результатом в 14,633 баллов, уступив японцу Дайки Хасимото и казахстанцу Миладу Карими. В финале турнира он повысил свою сложность с 6,2 до 6,5 и заработал общий балл 14,900, что позволило ему завоевать «серебро» Олимпиады. Этот случай стал вторым в истории, когда хорватский гимнаст завоевал олимпийскую награду — первой была серебряная медаль Филипа Уде в опорном прыжке на Олимпийских играх 2008 года.
Србич решил пропустить чемпионат мира 2021 года, чтобы сконцентрироваться на тренировках к новому олимпийскому циклу 2022—2024 годов.

### 2022
Србич завоевал «серебро» на перекладине на первом этапе Кубка мира 2022 года в Котбусе, уступив американцу Броуди Мэлоуну. Он был лучшим в квалификации соревнований на перекладине на следующем этапе в Дохе, однако был вынужден сняться с финала из-за травмы плеча.

## Награды
Тин Србич трижды — в 2017, 2019 и 2021 годах — получал звание лучшего спортсмена Хорватии, вручаемое ежедневной спортивной газетой «Sportske novosti».